# 邊之靖
邊之靖（16世紀—17世紀），號成南，河南開封府封丘縣人，民籍，明朝政治人物。

## 生平
邊之靖個性敦厚，不沽名，萬曆三十一年（1603年）癸卯科河南鄉試第九名舉人，四十四年丙辰科會試第八十三名，未殿试，四十七年（1619年）己未科三甲二百五十名進士，通政司觀政，四十八年授太湖县知县，天啟二年（1622年）調任興化縣知縣，視當地如家鄉，餘暇經常和諸生講學，語句精深奧妙。同年聞父邊有猷去世，披髮跣足，即日回鄉。五年考察，七年補河庫县，崇祯元年升武库司主事，官至兵部武庫司員外郎，曾在崇禎四年（1631年）因兵部驗試武舉不力遭奪俸一級，七年降用，死後入祀興化名宦祠。

## 家族
曾祖邊鴻，贈參政。祖父邊實，教谕，贈參政。父邊有猷，太僕寺卿。

## 引用
1. 1 2  康熙《封邱縣志·卷六·人物》：邊之靖，有猷子，萬曆丙辰【己未】進士，官至兵部武庫司員外郎。生平至性孝友，令興化平劇盜、革弊政，人咸德之。 入名宦祠……邊之靖 有猷之子 萬曆癸卯科 亞魁 登進士，官至兵部員外。
2. ↑  史語所藏鈔本《崇禎長編·卷五十二》：（崇禎四年十一月庚辰）帝以兵部驗試武舉不能力洗積習，仰遵屢諭，下部院議處部院大臣……施元徵、邊之靖、楊三宅、章自炳、孫彥奇各奪俸一級……
3. ↑  咸豐《興化縣志·卷六·秩官志》：邊之靖，字成南，河南封邱進士，天啟初知縣，質直敦篤，不以矯節沽名，視邑猶家，意肫如也。簿書之暇時進諸生講學，語皆精奧。赴郡聞父喪，不復返縣，披髮跣足即日就道，其孝至此，立祠祀之，厯官武庫司郎中。 以上參舊志